# 코코 (고릴라)
하나비코(영어: Hanabi-Ko, 일본어: 花火子, 1971년 7월 4일 ~ 2018년 6월 19일)는 애칭 코코(Koko)로 잘 알려진 암컷 고릴라이다. 세계 최초로 수화 (미국 수화)를 사용하여 인간과의 대화에 성공한 고릴라로 알려져 있다. 샌프란시스코 동물원에서 태어났으나 캘리포니아주 샌머테이오군 우드사이드에서 대부분 성장했다.